# Atletica leggera ai Giochi della XXXIII Olimpiade - Getto del peso femminile
Ai Giochi della XXXIII Olimpiade la competizione dei Getto del peso femminile si è svolta nei giorni 8 e 9 agosto 2024 presso lo Stade de France di Parigi.

## Presenze ed assenze delle campionesse in carica
| Competizione         | Atleta           | Prestazione | Parigi 2024 |
| -------------------- | ---------------- | ----------- | ----------- |
| Olimpiadi 2020       | Gong Lijiao      | 20,58 m     | Presente    |
| Commonwealth 2022    | Sarah Mitton     | 19,03 m     | Presente    |
| Asiatici 2022        | Gong Lijiao      | 19,58 m     | Presente    |
| Panamericani 2023    | Sarah Mitton     | 19,19 m     | Presente    |
| Mondiali 2023        | Chase Jackson    | 20,43 m     | Presente    |
| Europei 2024         | Jessica Schilder | 18,77 m     | Presente    |
|                      |                  |             |             |
| Mondiali junior 2022 | Miné de Klerk    | 17,17 m     | Presente    |

Graduatoria mondiale
In base alla classifica della Federazione mondiale, le migliori atlete iscritte alla gara erano le seguenti:
| Pos. | Atleta        | Punti | Note |
| ---- | ------------- | ----- | ---- |
| 1    | Chase Jackson | 1466  |      |
| 2    | Sarah Mitton  | 1428  |      |
| 3    | Gong Lijiao   | 1367  |      |

## Risultati

### Qualificazione
Qualificazione: 19,15 m (q) o le migliori 12 misure (q).
| Pos. | Gruppo | Nome                     | Nazionalità       | Lanci | Lanci | Lanci | Risultato | Note                                     |
| Pos. | Gruppo | Nome                     | Nazionalità       | 1°    | 2°    | 3°    | Risultato | Note                                     |
| ---- | ------ | ------------------------ | ----------------- | ----- | ----- | ----- | --------- | ---------------------------------------- |
| 1    | A      | Sarah Mitton             | Canada            | 19,77 | -     | -     | 19,77     | Q                                        |
| 2    | A      | Maddison-Lee Wesche      | Nuova Zelanda     | 18,59 | 19,25 | -     | 19,25     | Q                                        |
| 3    | B      | Yemisi Ogunleye          | Germania          | 18,01 | 17,72 | 19,24 | 19,24     | Q                                        |
| 4    | B      | Jessica Schilder         | Paesi Bassi       | x     | 18,86 | 18,92 | 18,92     | q                                        |
| 5    | B      | Gong Lijiao              | Cina              | 18,06 | 18,78 | x     | 18,78     | q                                        |
| 6    | A      | Song Jiayuan             | Cina              | 17,65 | 18,22 | 18,73 | 18,73     | q                                        |
| 7    | B      | Raven Saunders           | Stati Uniti       | x     | 17,93 | 18,62 | 18,62     | q                                        |
| 8    | A      | Jaida Ross               | Stati Uniti       | 18,58 | 18,21 | x     | 18,58     | q                                        |
| 9    | A      | Jessica Inchude          | Portogallo        | x     | 18,36 | x     | 18,36     | q                                        |
| 10   | B      | Fanny Roos               | Svezia            | 17,66 | 18,17 | 17,69 | 18,17     | q                                        |
| 11   | A      | Alina Kenzel             | Germania          | 18,16 | 18,09 | x     | 18,16     | q                                        |
| 12   | A      | Axelina Johansson        | Svezia            | x     | 18,16 | 17,73 | 18,16     | q                                        |
| 13   | B      | Danniel Thomas-Dodd      | Giamaica          | x     | 18,12 | 16,87 | 18,12     |                                          |
| 14   | A      | Lloydricia Cameron       | Giamaica          | 18,01 | 17,71 | 18,02 | 18,02     | Miglior prestazione personale stagionale |
| 15   | B      | Eliana Bandeira          | Portogallo        | 16,86 | 17,97 | 17,76 | 17,97     |                                          |
| 16   | B      | Katharina Maisch         | Germania          | 17,45 | 17,86 | x     | 17,86     |                                          |
| 17   | A      | Chase Jackson            | Stati Uniti       | x     | x     | 17,60 | 17,60     |                                          |
| 18   | A      | Ivana Xennia Gallardo    | Cile              | 17,47 | 16,64 | 16,13 | 17,47     |                                          |
| 19   | B      | Klaudia Kardasz          | Polonia           | x     | 17,08 | 17,45 | 17,45     |                                          |
| 20   | A      | Erna Sóley Gunnarsdóttir | Islanda           | 17,34 | 17,39 | 17,29 | 17,39     |                                          |
| 21   | A      | Sun Yue                  | Cina              | x     | 17,33 | x     | 17,33     |                                          |
| 22   | B      | Portious Warren          | Trinidad e Tobago | 17,02 | 16,28 | 17,22 | 17,22     |                                          |
| 23   | B      | Ana Caroline Silva       | Brasile           | 17,09 | x     | 16,67 | 17,09     |                                          |
| 24   | A      | Emel Dereli              | Turchia           | 17,02 | x     | 16,71 | 17,02     |                                          |
| 25   | B      | María Belén Toimil       | Spagna            | x     | 16,83 | x     | 16,83     |                                          |
| 26   | B      | Alida van Daalen         | Paesi Bassi       | 16,25 | x     | 16,53 | 16,53     |                                          |
| 27   | B      | Dimitriana Bezede        | Moldavia          | 16,30 | 15,89 | 16,35 | 16,35     |                                          |
| 28   | A      | Jorinde van Klinken      | Paesi Bassi       | 16,35 | x     | x     | 16,35     |                                          |
| 29   | A      | Lívia Avancini           | Brasile           | 16,26 | x     | 15,85 | 16,26     |                                          |
| 30   | B      | Natalia Duco             | Cile              | x     | 16,11 | x     | 16,11     |                                          |
| 31   | A      | Miné de Klerk            | Sudafrica         | 15,63 | x     | x     | 15,63     |                                          |

### Finale
| Record mondiale      | Natal'ja Lisovskaja | 22,63 m | Mosca     | 7 giugno 1987  |
| Record olimpico      | Ilona Slupianek     | 22,41 m | Mosca     | 24 luglio 1980 |
| Capolista stagionale | Sarah Mitton        | 20,68 m | Fleetwood | 11 maggio 2024 |

Domenica 1 agosto, ore 9:10
| Pos.    | Atleta              | Nazione       | Lanci | Lanci | Lanci | Lanci           | Lanci           | Lanci           | Miglior Misura | Note                          |
| Pos.    | Atleta              | Nazione       | 1°    | 2°    | 3°    | 4°              | 5°              | 6°              | Miglior Misura | Note                          |
| ------- | ------------------- | ------------- | ----- | ----- | ----- | --------------- | --------------- | --------------- | -------------- | ----------------------------- |
| Oro     | Yemisi Ogunleye     | Germania      | n     | 19,55 | n     | 18,75           | 19,73           | 20,00           | 20,00          |                               |
| Argento | Maddison-Lee Wesche | Nuova Zelanda | n     | 19,58 | 18,54 | 19,10           | 19,86           | 19,68           | 19,86          | Miglior prestazione personale |
| Bronzo  | Song Jiayuan        | Cina          | 16,43 | 18,88 | 18,78 | 19,32           | x               | 19,21           | 19,32          |                               |
| 4       | Jaida Ross          | Stati Uniti   | 19,28 | x     | x     | x               | 18,79           | 18,75           | 19,28          |                               |
| 5       | Gong Lijiao         | Cina          | 19,09 | 19,06 | x     | x               | 19,27           | 19,00           | 19,27          |                               |
| 6       | Jessica Schilder    | Paesi Bassi   | x     | x     | 18,91 | x               | x               | x               | 18,91          |                               |
| 7       | Fanny Roos          | Svezia        | 18,47 | 18,78 | x     | 18,48           | x               | 18,13           | 18,78          |                               |
| 8       | Jessica Inchude     | Portogallo    | 18,16 | 18,41 | x     | 18,32           | x               | x               | 18,41          |                               |
| 9       | Alina Kenzel        | Germania      | 18,19 | x     | 18,29 | Non qualificate | Non qualificate | Non qualificate | 18,29          |                               |
| 10      | Axelina Johansson   | Svezia        | 18,03 | x     | x     | Non qualificate | Non qualificate | Non qualificate | 18,03          |                               |
| 11      | Raven Saunders      | Stati Uniti   | x     | 16,92 | 17,79 | Non qualificate | Non qualificate | Non qualificate | 17,79          |                               |
| 12      | Sarah Mitton        | Canada        | 17,15 | 17,48 | x     | Non qualificate | Non qualificate | Non qualificate | 17,48          |                               |